# Bertrand V. de La Tour
Bertrand V. de la Tour (1438 bezeugt; † 20. oder 27. März 1461) war Seigneur de La Tour et de Montgascon, später Graf von Auvergne und Boulogne.

## Leben
Bertrand V. war der Sohn von Bertrand IV. de La Tour und Marie de Montgascon, Comtesse d’Auvergne et de Boulogne († 1437), deren Erbe er war.
Im Jahr 1416 heiratete er Jacquette du Peschin (21. September 1473), Erbtochter von Louis du Peschin, Seigneur du Peschin und Iseult de Sully. Ihre Kinder waren:
- Bertrand VI. (1441 bezeugt, † 26. September 1494), 1461 Sire de La Tour, Comte d’Auvergne et de Boulogne; ⚭ (Ehevertrag 30. Januar 1444[2]) Louise de La Trémoille, Dame de Boussac et de Saint-Just († 10. April 1474), Tochter von Georges, Sire de La Trémoille, Sully et de Craon, und Catherine de L’Isle-Bouchard
- Godefroi I. (1450 bezeugt, † 4. Juli 1469[3]), genannt de Boulogne, Seigneur de Montgascon; ⚭ (1) (Ehevertrag 11. September 1459 – der Vertrag wurde später annulliert) Jeanne de Brezé, Tochter von Pierre de Brézé, Baron de Maulévrier, und Jeanne du Bec-Crespin (Haus Brézé); ⚭ (2) 1460 Anne de Beaufort († nach 8. Oktober 1511), Tochter von Louis de Beaufort, Marquis de Canillac, und Jeanne de Nery (Haus Rogier de Beaufort)
- Gabrielle († 1486); ⚭ 15. Februar 1443[4] Louis de Bourbon, genannt le Bon, Comte de Montpensier, († Mai 1486), Sohn von Jean I. de Bourbon, Duc de Bourbon, und Marie de Berry, Duchesse d’Auvergne
- Isabelle († 8. September 1488); ⚭ (1) 1455[5] Guillaume de Châtillon-Blois, genannt de Bretagne († 1455), Vicomte de Limoges, Sohn von Jean de Châtillon-Blois, Comte de Penthièvre, Vicomte de Limoges, und Marguerite de Clisson (Haus Châtillon); ⚭ (2) (Ehevertrag 25. November 1457) Arnaud Amanieu d’Albret († 1463), Seigneur d’Orval, Baon de Lesparre, Sohn von Charles II. d’Albret, Comte de Dreux, und Anne d’Armagnac (Haus Albret)
- Louise († 1469); ⚭ 1456[6] Jean V. de Créquy, Sire de Créquy († 1474), Sohn von Jean IV. de Créquy und Jeanne de Roye
- Blanche, 1472 bezeugt als Äbtissin von Cusset

Darüber hinaus hatte er einen unehelichen Sohn Thibaud († 1499), Bischof von Sisteron.